# 1984年夏季奥林匹克运动会利比里亚代表团
1984年夏季奥林匹克运动会利比里亚代表团是利比里亚派出的1984年夏季奥林匹克运动会代表团。